# Franciszek Ksawery Lubomirski
Ksawery Lubomirski, właśc. Franciszek Ksawery ks. Lubomirski z Lubomierza herbu Drużyna (ur. 1747, zm. 1819) – starosta sieciechowski, generał wojsk rosyjskich.
Był synem wojewody kijowskiego Stanisława Lubomirskiego. W 1772 dostał po ojcu starostwo sieciechowskie. Zgromadził duży majątek w południowo-wschodnim województwie kijowskim (9 miasteczek, 179 wsi i ponad 100 000 „dusz męskich”). Rezydował w Śmile.
Po I rozbiorze, około 1777 wstąpił do wojska rosyjskiego. W 1781 został brygadierem, a w 1783 generałem majorem. W 1787 sprzedał całą Smilańszczyznę (m.in. Śmiła i Szpoła) za 2 mln rubli księciu Grigorijowi Potiomkinowi.
Był trzykrotnie żonaty kolejno z Antoniną Potocką (córką wojewody kijowskiego Franciszka Salezego), Teofilą z Rzewuskich i Marią Lwowną Naryszkiną. Z pierwszą żoną miał dwie córki (Elżbietę i Klementynę), z drugą dwie córki (Amelię i Karolinę) i dwóch synów Konstantego i Eugeniusza, z trzecią także dwóch synów (Antoniego i Aleksandra).
W 1784 roku odznaczony Orderem św. Anny.